# Покровка (Новосергиевский район)
Покро́вка — село в Новосергиевском районе Оренбургской области Российской Федерации. Село Покровка является административным центром Покровского сельсовета.

## География
Через территорию сельсовета проходит международная железная дорога Москва — Самара — Оренбург — Ташкент и участок Федеральной автомобильной дороги М-5 «Урал», ответвление Самара — Оренбург.

## История
Село Покровка было заложено в 1799 году переселенцами из европейской части Российской Империи. В 19 веке пополнилось крестьянами Воронежской и Орловской губерний.
С 1918 по 1927 годы село Покровка было центром Покровской волости, Оренбургского уезда.
В 1927 году, после введения в СССР новой системы административного устройства, село Покровка становится центром вновь образованного из Покровской, Абрамовской, Уранской, Переволоцкой и Дмитриевской волостей Покровского района.
В 1959 году, после того, как Покровский район вошёл в состав Новосергиевского района, село становится административным центром Покровского сельсовета.

## Достопримечательности
В Покровке находится Николаевский мужской монастырь XIX века. Своё второе название «Святые пещеры» монастырь получил из-за обширных подземных помещений, выкопанных монахами в конце XIX — начале XX веков, по типу пещер Киево-Печерской лавры. Совокупная длина, обнаруженных на сегодняшний день подземных ходов, составляет 256 метров, шириной 0,7 метра, прорытых на глубине 4-6 метров и ведущих в подземную церковь и монашеские кельи.
В советское время монастырь был частично разрушен, а пещеры под ним закрыты для доступа, в оставшихся помещениях была устроена первая сельская школа. Возрождение монастыря началось в начале 90-х годов прошлого века — был восстановлен Покровский храм в селе Покровка, тогда-же начался поиск монастырских пещер, которые были обнаружены только в 2002 году. Над местом, где находится вход в пещеры был установлен храм Рождества Иоанна Крестителя.

## Население
| 1826  | 1866 | 1891  | 1900  | 1917  | 1989  | 2002  |
| ----- | ---- | ----- | ----- | ----- | ----- | ----- |
| 176   | ↗708 | ↗1451 | ↗1683 | ↗5347 | ↘3793 | ↘3693 |
| 2010  |      |       |       |       |       |       |
| ↘2986 |      |       |       |       |       |       |

## Промышленность
В 2014 году в Покровке был открыт Оренбургский завод промышленного цинкования, крупнейшее предприятие в России этого профиля. Но в январе 2019 года произошел пожар. Выгорела вся производственная площадь.  Также, в Покровке находится Покровский Завод Металлоконструкций.